# Michail Israilewitsch Waiman
Mikhail Israilevich Vayman (en rus: Михаил Израилевич Вайман) (Novy Buh (Ucraïna), 3 de desembre, 1926 - llavors Leningrad, 28 de novembre, 1977), va ser un violinista, director d'orquestra i professor universitari soviètic.

## Biografia
El pare de Mikhail Vayman, era el violinista i director d'orquestra Israel Waiman, ensenyava a l'Escola de Música d'Odessa. Va morir el 1942 durant la Segona Guerra Mundial com a soldat al front. Mikhail Vayman va rebre les seves primeres lliçons de música del seu pare. De 1935 a 1941 va rebre classes de Leonid Lembergsky a l'Escola de Música Pyotr Stolyarsky d'Odessa. Durant la guerra, la família Waiman vivia a Taixkent. Waiman va estudiar al Conservatori de Leningrad, que havia estat evacuat allà, a la classe de Julius Eidlin. Després de tornar del Conservatori a Leningrad, va continuar els seus estudis allà i es va graduar amb honors el 1949.
Waiman va dur a terme gires de concerts a l'antiga Unió Soviètica, així com a Hongria, Polònia, Romania, Bulgària, l'antiga Txecoslovàquia, la RDA i la República Federal d'Alemanya, Àustria, Bèlgica, Anglaterra, els EUA, Canadà, Espanya, Portugal, Dinamarca, Finlàndia, Noruega, Dinamarca, Israel i Japó, incloent-hi gires amb la Filharmònica de Leningrad. Va debutar al Carnegie Hall el 1967 amb un recital en solitari. Va tocar amb els solistes de la "Sjællands symphoriorkester" (Orquestra Filharmònica de Copenhaguen) en un ambient d'orquestra de cambra i va oferir concerts a Copenhaguen del 1966 al 1977.
El seu repertori incloïa obres dels períodes barroc, clàssic i romàntic, així com obres de compositors contemporanis com Prokófiev, Khachaturian, Orest Yevlakhov, Viktor Voloshinov, A. Lobovsky, Galina Ustvolskaya, Vadim Salmanov i Boris Arapov.
A més de les seves activitats concertístiques, Waiman va ensenyar primer com a assistent de Julius Eidlin (1949–1951), després com a professor associat i a partir del 1966 com a professor de violí i viola al Conservatori de Leningrad. També va impartir una classe de violí al Seminari Internacional de Música de la RDA (IMS) a Weimar de 1960 a 1977. Entre els seus alumnes hi havia nombrosos solistes i premiats de certàmens internacionals, com Sergei Stadler, Mikhail Gantwarg, Philippe Hirschhorn, László Koté, Zinovy Vinnikov, Matsuko Usioda, Lev Oskotsky, P. Heikelman i Eberhard Feltz.
Waiman era amic íntim del violinista David Oistrakh. Waiman va morir inesperadament el 1977 als 52 anys.

## Premis
- 1949: 4t i 5è premi al Jan Kubelik de Praga[3]
- 1950: 2n Premi al Concurs de Bach a Leipzig[11]
- 1951: 2n Premi al Concurs Reina Elisabeth[3][12]

## Honors (selecció)
- 1957: Guardonat amb el Artista del Poble de la RSFSR[3]
- 1967: Placa "Donació honorífica de la ciutat de Weimar"[13]

## Discografia (selecció)
- Mikhail Vaiman, Violí: Volum 1: Obres de J.S. Bach i V. Voloshinov (MEL CD 10 00948); Volum 2: Obres de J.S. Bach, G. Ph. Telemann, A. Vivaldi, J. Haydn (MEL CD 10 00949, 2 CD); Volum 3: Obres de L. van Beethoven (MEL CD 10 00950); Volum 4: W. A. Mozart, J. Sibelius (MEL CD 10 00951); Volum 5: B. Bartok, P. Sarasate, O. Yevlakhov (MEL CD 10 00952); com a edició completa MEL CD 10 00947, 6 CD, tots els CD: Melodya, Moscou, 2005
- Txaikovski: Concert per a violí, Simfonia núm. 4. Mikhail Waiman, Orquestra Filharmònica de Sant Petersburg, director: Guennadi Rojdéstvenski (Carlton Classics; 1995)
- Mikhail Waiman interpreta: Obres de Haydn, Telemann i Vivaldi. Mikhail Waiman, Orquestra de Cambra de la Filharmònica de Leningrad, director: Lev Shinder (Мелодия; 1973)
- Mikhail Waimann: Concerts a l'Alemanya Oriental 1950-1963. Obres de, entre d'altres. J. S. Bach, Mozart, Txaikovski, Matschawariani, Bartók, Prokofiev, Vivaldi. 2 CD (Meloclassic MC2051)[14]